# Gamma Coronae Australis
Gamma Coronae Australis (γ Coronae Australis, förkortat Gamma CrA, γ CrA) som är stjärnans Bayerbeteckning, är en dubbelstjärna belägen i den nordöstra delen av stjärnbilden Södra kronan. Den har en skenbar magnitud på 4,20 och är synlig för blotta ögat där ljusföroreningar ej förekommer. Baserat på parallaxmätning inom Hipparcosuppdraget på ca 57,8 mas, beräknas den befinna sig på ett avstånd på ca 56 ljusår (ca 17 parsek) från solen. Stjärnan är belägen i Vintergatans tunna skiva.

## Egenskaper
Primärstjärnan Gamma Coronae Australis A är en gul till vit stjärna i huvudserien av spektralklass F8 V. Den har massa som är ca 15 procent större än solens massa, en radie som är ca 1,5 gånger större än solens och utsänder från dess fotosfär ca 5 gånger mera energi än solen vid en effektiv temperatur av ca 6 100 K. Följeslagaren är nästan identisk med primärstjärnan.
Gamma Coronae Australis har varit känd som dubbelstjärna under lång tid och dess två komponenter har fått beteckning HD 177474 respektive HD 177475. De två stjärnorna är separerade med 1 896 bågsekunder och cirkulerar kring varandra med en omloppsperiod av 121,76 år.